# Olympische Sommerspiele 2024/Teilnehmer (Tuvalu)
| Gelbes Symbol für Goldmedaillen mit stilisierten Olympischen Ringen | Graues Symbol für Silbermedaillen mit stilisierten Olympischen Ringen | Braundes Symbol für Bronzemedaillen mit stilisierten Olympischen Ringen |
| ------------------------------------------------------------------- | --------------------------------------------------------------------- | ----------------------------------------------------------------------- |
| —                                                                   | —                                                                     | —                                                                       |

Tuvalu nahm an den Olympischen Spielen 2024 vom 26. Juli bis zum 11. August 2024 in Paris mit zwei Athleten teil. Es war die insgesamt fünfte Teilnahme an Olympischen Sommerspielen.

## Teilnehmer nach Sportarten

### Leichtathletik
Laufen und Gehen
| Athleten         | Wettbewerb | Vorrunde     | Vorrunde | Vorlauf       | Vorlauf       | Halbfinale    | Halbfinale    | Finale        | Finale        | Rang |
| Athleten         | Wettbewerb | Zeit         | Rang     | Zeit          | Rang          | Zeit          | Rang          | Zeit          | Rang          | Rang |
| ---------------- | ---------- | ------------ | -------- | ------------- | ------------- | ------------- | ------------- | ------------- | ------------- | ---- |
| Frauen           |            |              |          |               |               |               |               |               |               |      |
| Temalini Manatoa | 100 m      | 14,04 s (PB) | 8        | ausgeschieden | ausgeschieden | ausgeschieden | ausgeschieden | ausgeschieden | ausgeschieden | 89   |
| Männer           |            |              |          |               |               |               |               |               |               |      |
| Karalo Maibuca   | 100 m      | 11,30 s (NR) | 7        | ausgeschieden | ausgeschieden | ausgeschieden | ausgeschieden | ausgeschieden | ausgeschieden | 90   |